# أبو حفص عمر البلوطي

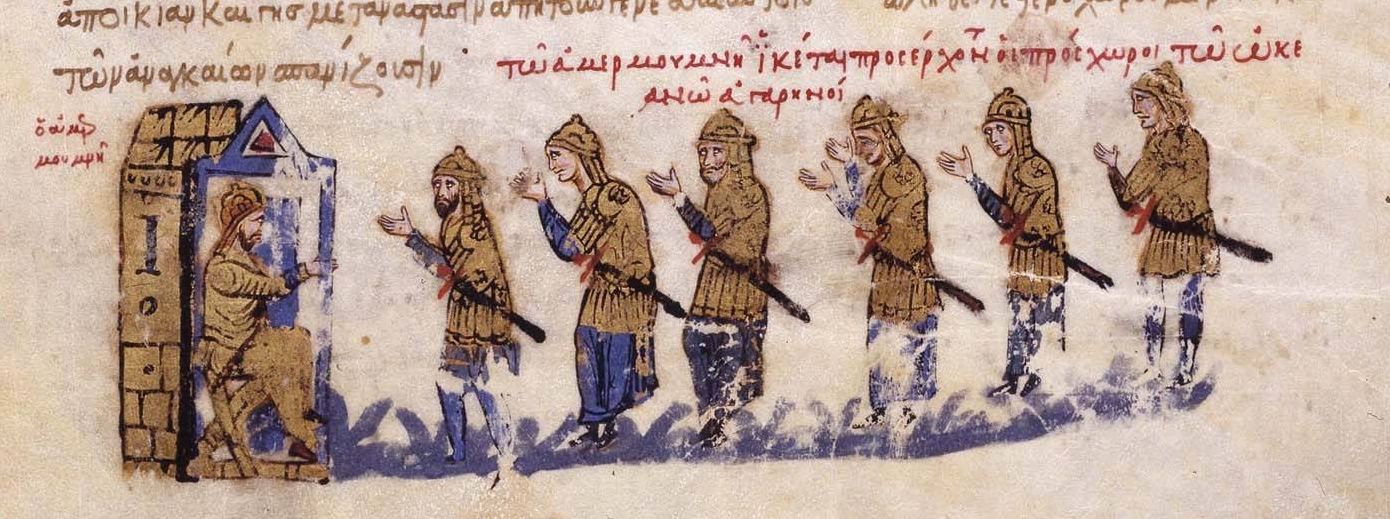
أبو حفص

أبو حفص عمر البلوطي هو قائدٌ أندلسي مسلم فتح جزيرة كريت وأسس إمارةً إسلاميةً فيها. كان أبو حفص أحد الذين ثاروا على الحكم بن هشام فيما عُرف بوقعة الربض، فعاقبهم الحكم بأن أخرجهم من البلاد. توجه بعض هؤلاء المنفيين إلى فاس بالمغرب، فيما ذهب الآخرون إلى الإسكندرية وسيطروا عليها بضعة سنوات حتى حاصرهم عبد الله بن طاهر وطُردوا من الأراضي العباسية كافة، وبعد أن لم يبقَ لهم أرض يعيشون عليها أخذوا سفناً وتوجهوا إلى جزيرة كريت وتمكنوا من السيطرة عليها وأسسوا إمارةً لهم على أراضيها استمرت أكثر من 135 سنة. توفي عام 855 ميلادية تقريباً، وخلفه في الحكم ابنه شعيب.